# Kailāras
Kailāras är en ort i Indien.   Den ligger i distriktet Morena och delstaten Madhya Pradesh, i den centrala delen av landet, 260 km söder om huvudstaden New Delhi. Kailāras ligger 193 meter över havet och antalet invånare är 24 539.
Terrängen runt Kailāras är mycket platt. Runt Kailāras är det tätbefolkat, med 266 invånare per kvadratkilometer. Närmaste större samhälle är Jora, 19,7 km öster om Kailāras. Trakten runt Kailāras består till största delen av jordbruksmark.